# Ford Cargo
Ford Cargo (укр. Форд Карго) — сімейство вантажних автомобілів повною масою від 7 до 63 тонн. Після закриття заводу у Великій Британії, Ford Cargo почали виробляти в Туреччині та Бразилії, де його виробляють і донині. На український ринок поставляються моделі турецького виробництва.
Ford Cargo 1981 року був розроблений Patrick Le Quément, дизайнером Ford Sierra та пізнішого Renault Twingo. Стиль Cargo навмисно наслідував сімейний вигляд лінійки автомобілів Ford of Europe з характерною чорною решіткою радіатора «Aeroflow», яка також використовувалася на моделях Escort III Cortina 80, над якими Le Quement працював під керівництвом Уве Бансен. Іншою відмінною рисою оригінального дизайну були четверть вікон, які простягалися майже до рівня підлоги (також спостерігалося в Volvo FL) для водіїв у міських місцях, дизайн мав на меті краще показувати шляхи і сліпі зони під час паркування.

## Опис

### Глобальна модель

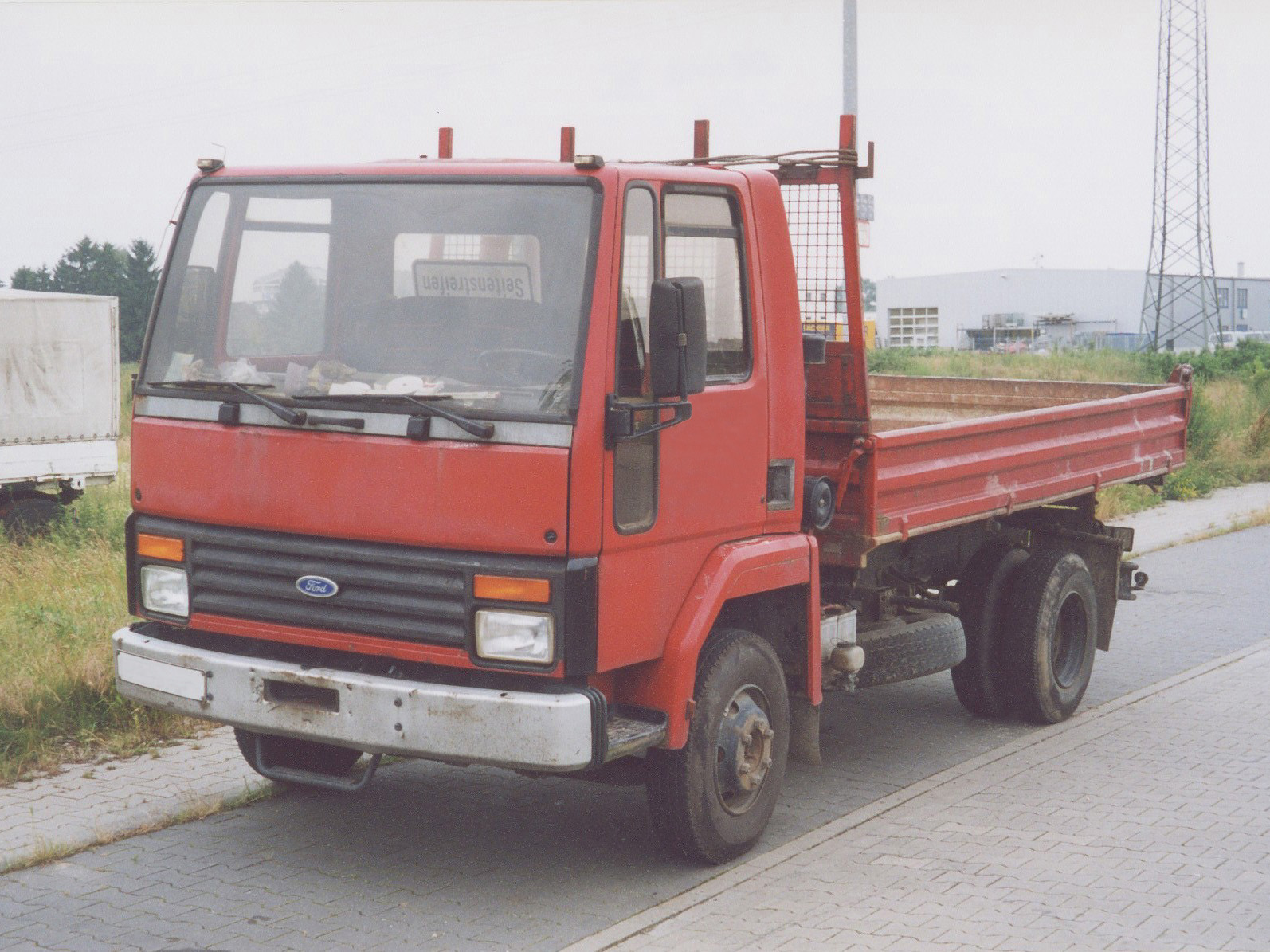
Ford Cargo (1981—1993)

Ford Cargo дебютував в 1981 році. Дизайн моделі розробляв Патрік ле Кеман. В 1982 році Ford Cargo отримав титул «Вантажівка року». В 1983 році почалося виготовлення важкої серії Ford Cargo з шестициліндровими двигунами. В 1986 році італійська компанія Iveco купила Європейське відділення Ford Truck і до 1993 року у Великій Британії виготовляла Ford Cargo.

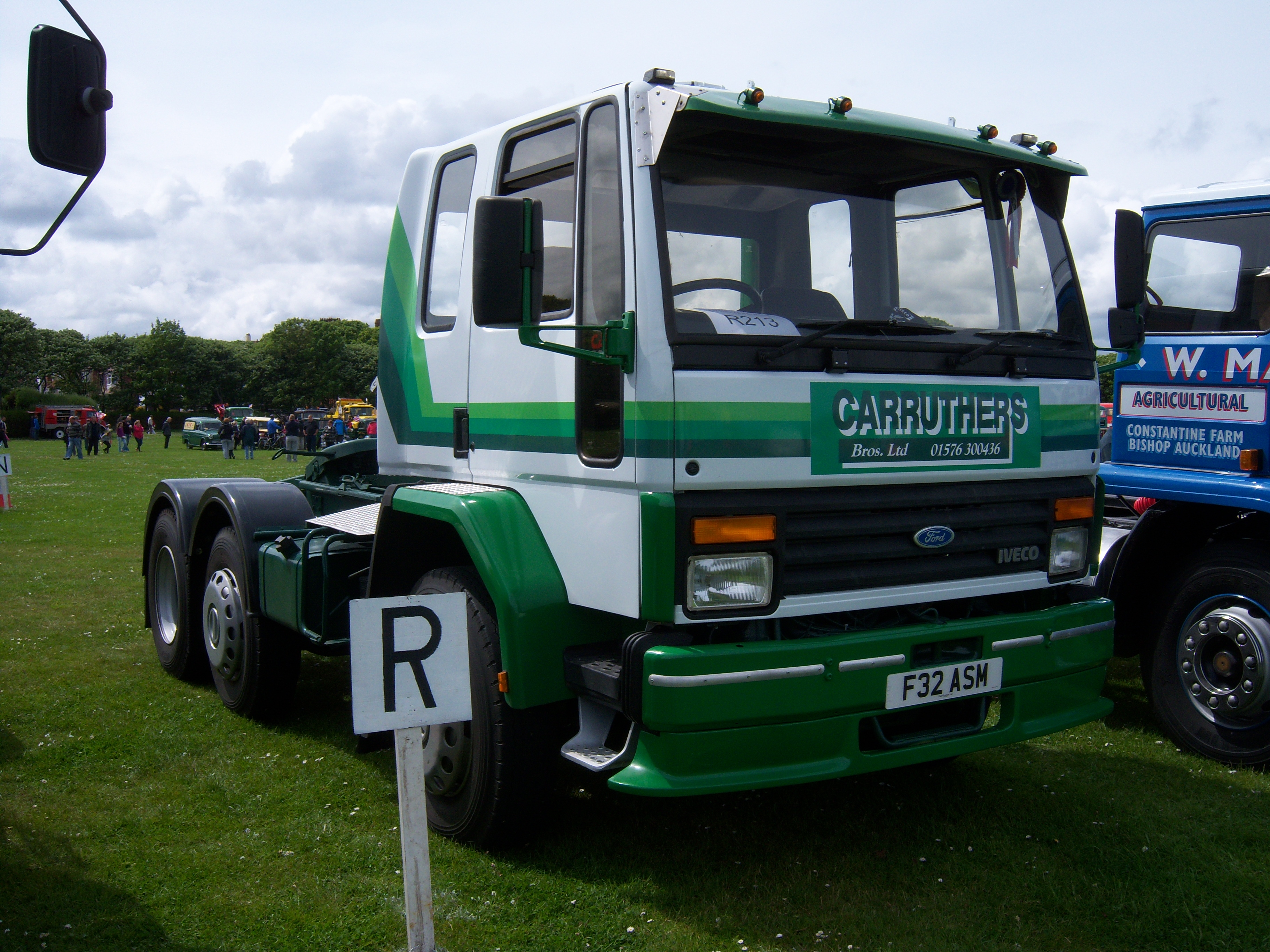
Ford Cargo 3828TS

В 1997 році компанія Freightliner купила американське та австралійське відділення Ford Truck і почала виготовляти вантажівку Ford Cargo під назвою Sterling Cargo і Freightliner Cargo.
З 2004 по 2009 роки компанія Ford продавала на північноамериканському ринку модель Ford LCF, яка складала конкуренцію Mitsubishi Fuso Canter і Isuzu Elf (N-серії).
Після припинення виробництва вантажівок у Великій Британії Ford Cargo виготовляються бразильськими, аргентинськими і венесуельськими дочірніми підприємствами компанії Ford, турецьким спільним підприємством Ford Otosan, індійською компанією Ashok Leyland.

#### Двигуни

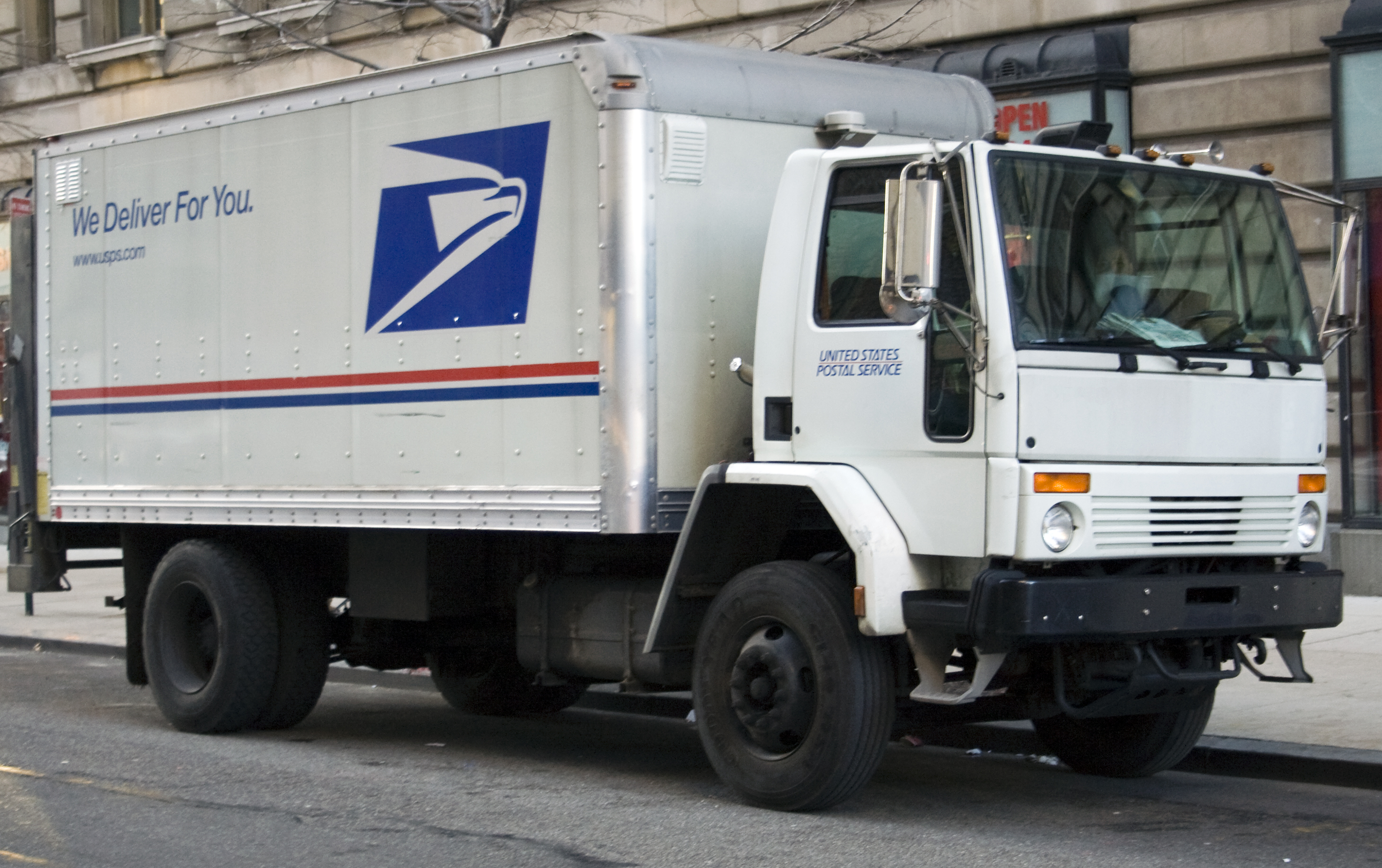
Sterling Cargo USPS

| Ford Cargo 0609, 0709, 0809, 0809K | 90/5 AA-Dover  | 4,162 л | Р4 | 86 к.с.  | 01.1982-01.1996 |
| Ford Cargo 0711, 0811              |                | 5,851 л |    | 110 к.с. | 01.1982-01.1996 |
| Ford Cargo 0712, 0713, 0812, 0813  | 130/7 AA-Dover | 6,223 л | Р6 | 121 к.с. | 05.1981-01.1987 |
| Ford Cargo 0913, 1013, 1113        | 130/7 AA-Dover | 6,223 л | Р6 | 128 к.с. | 01.1982-01.1996 |
| Ford Cargo 0915, 1115, 1215        | 150/6 CA-Dover | 5,944 л | Р6 | 150 к.с. | 01.1982-01.1996 |
| Ford Cargo 1113, 1313              | MWM D 229-6    | 5,882 л | Р6 | 132 к.с. | 01.1982-наш час |
| Ford Cargo 1114, 1313, 1314, 1514  |                | 6,571 л | Р6 | 140 к.с. | 01.1982-наш час |
| Ford Cargo 1215, 1415. 1615        |                | 6,571 л | Р6 | 148 к.с. | 01.1982-наш час |
| Ford Cargo 1117, 1317, 1517        |                | 6,571 л | Р6 | 165 к.с. | 01.1982-наш час |
| Ford Cargo 1218, 1418, 1618        |                | 6,571 л | Р6 | 182 к.с. | 01.1982-наш час |
| Ford Cargo 1419, 1619, 2218, 2319  |                | 6,571 л | Р6 | 189 к.с. | 01.1982-наш час |
| Ford Cargo 1422, 1722, 2322        |                | 8,270 л | Р6 | 215 к.с. | 01.1991-наш час |

### Туреччина

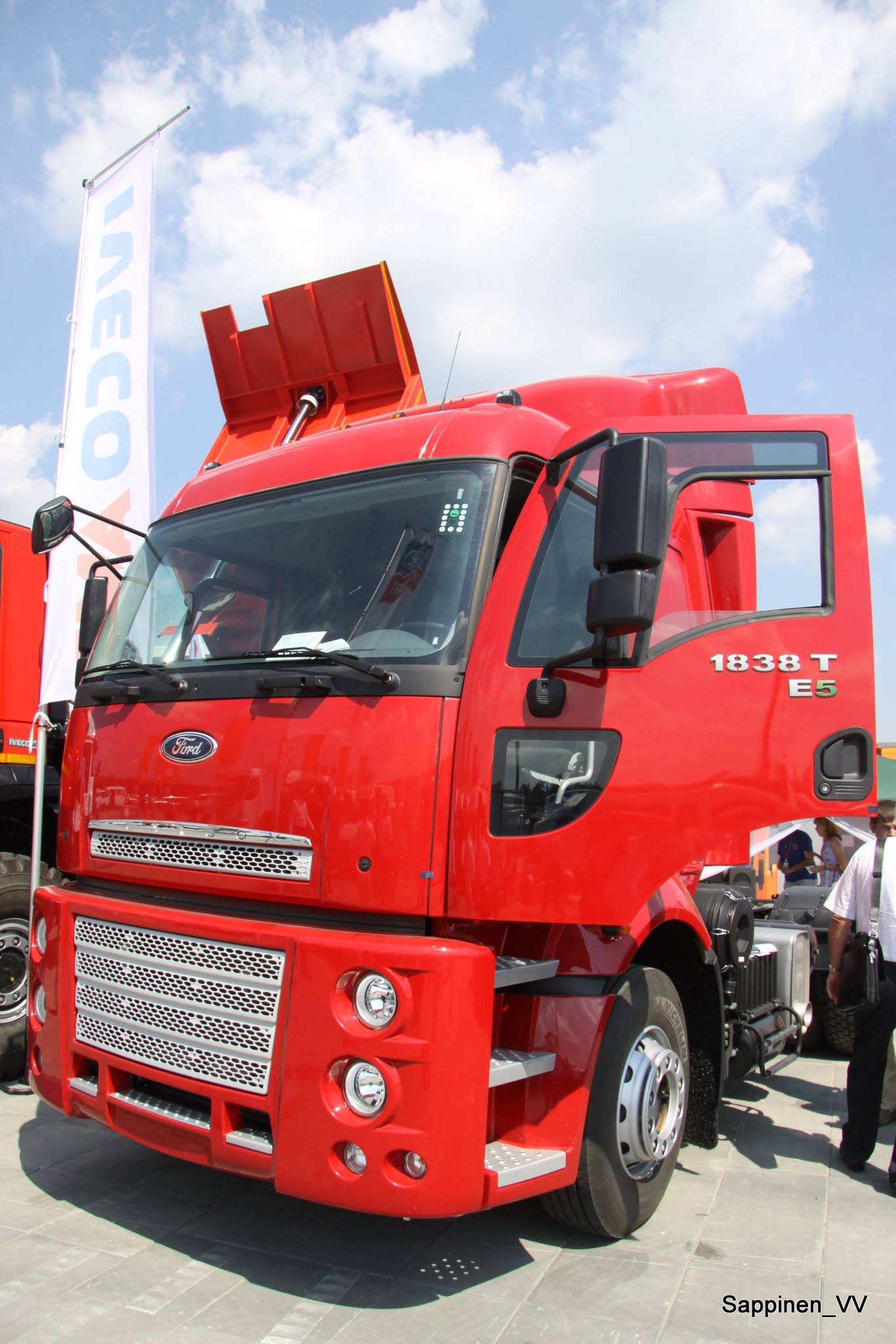
Ford Cargo 1838T (2012—2016)

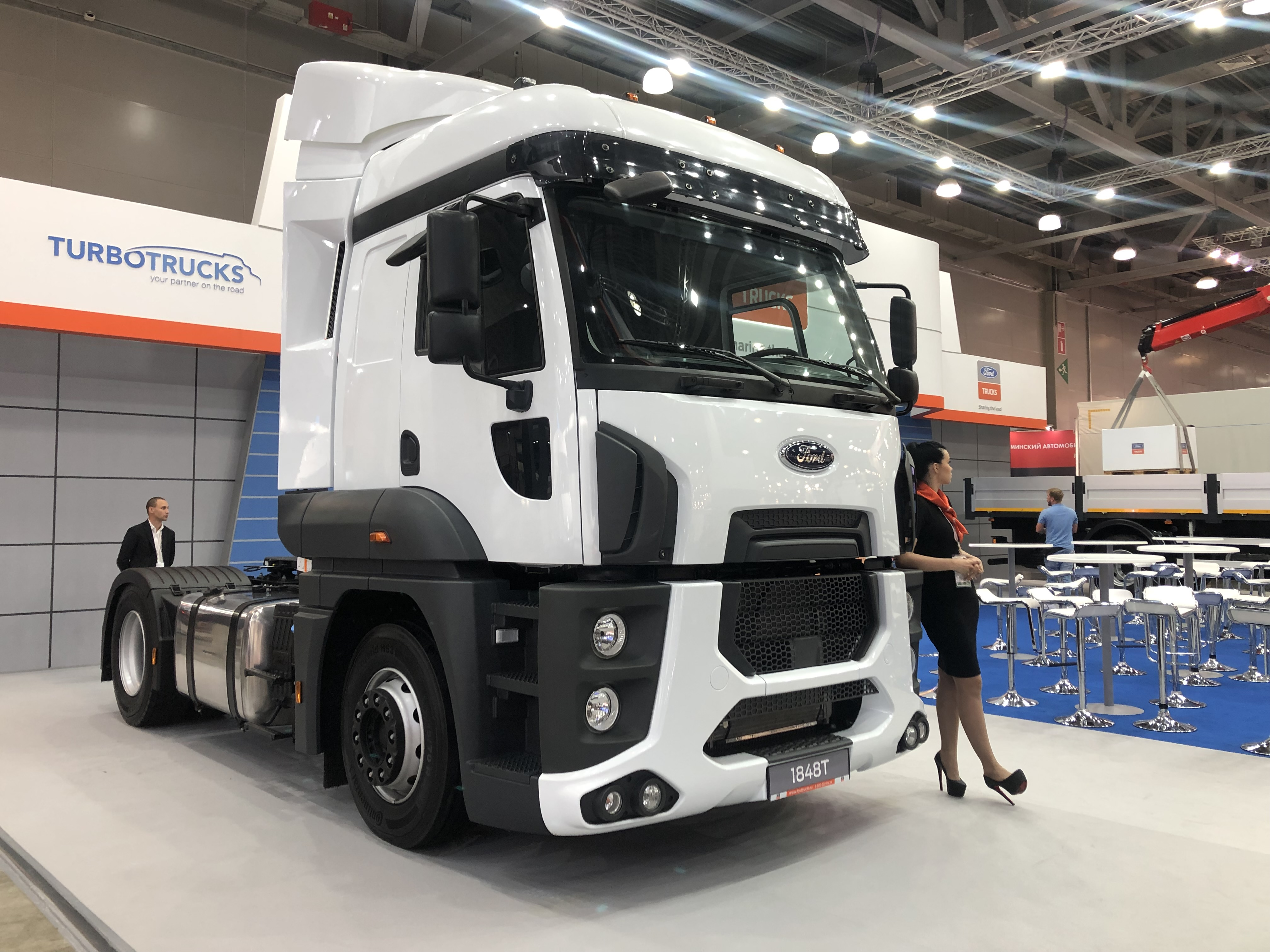
Ford 1848T (з 2016)

В 1983 році підприємство Ford Otosan в Туреччині на заводі в Ескішехірі почали виготовляти вантажівки Ford Cargo 1312.
У 2003 році в Туреччині почали виготовляти нове покоління важких вантажівок Ford Cargo (заводський індекс H298) повною масою від 18 до 41 т, колісною формулою 4Х2, 6Х4 та 8х4 і дизельними двигунами Ecotorq об'ємом 7,3 та 9,0 л потужністю від 260 до 380 к.с. Автомобілі пропонуються як шасі, самоскиди, бортові автомобілі й сідлові тягачі.
У 2012 році турецькі Ford Cargo модернізували вдруге, змінивши зовнішній вигляд та отримали заводський індекс H476.
У 2013 році дебютували нові сідлові тягачі Ford Cargo 1846T, на які почали встановлювати нову кабіну в стилі Ford Cargo бразильського виробництва і двигуни Iveco Cursor 10.3 л стандарту Євро-5.
В 2016 році Ford Trucks провів чергову модернізацію свого модельного ряду. Головною зміною був двигун Iveco Cursor 12.7 л (Євро-5) потужністю 420 та 480 к.с.
Турецький Ford Otosan показав перші фотографії наступника застарілої моделі Cargo. Його офіційна презентація відбулася в кінці вересня на виставці комерційного транспорту в Ганновері. Нова вантажівка Ford F-MAX є повноцінною розробкою інженерного центру компанії Ford Otosan.
Кабіна нового Ford Cargo нагадує шведські вантажівки Volvo FH, хоча не має з ними нічого спільного і є власною розробкою. Ширина кабіни становить 2,5 м, висота в салоні сягає 2,16 м, а значить водій всередині зможе стояти в повний зріст.
Для нового тягача розробили двигун Ford Ecotorq робочим об'ємом 12,7 л потужністю 500 к.с. Він агрегатирован з 12-ступінчастою автоматичною коробкою передач. Міжсервісний інтервал вантажівки становить 120 000 км.
Виробництво нової моделі на заводі Ford Otosan почнеться в кінці 2018-початку 2019 року. 80 % використаних комплектуючих будуть турецького виробництва, в 2020 році частка «національних» деталей досягне 90 % (до того моменту в країні повинні локалізувати випуск коробок передач). Як і у випадку з нинішнім Cargo, заплановано велику кількість модифікацій — крім тягача, будуть будівельні і бортові версії. Відповідно, кабіну будуть випускати і в версіях без спальника.

#### Двигуни
| Ford Cargo 1826, 2526                   | 7.3 Ecotorq Cargo | 7,330 л  | Р6 | 260 к.с. | 09.2004-наш час |
| Ford Cargo 1832, 2532, 3232, 3532       | 9.0 Ecotorq Cargo | 8,974 л  | Р6 | 320 к.с. | 09.2004-наш час |
| Ford Cargo 2536, 3236, 3536, 3936, 4136 | 9.0 Ecotorq Cargo | 8,974 л  | Р6 | 360 к.с. | 09.2004-наш час |
| Ford Cargo 1838T, 2538, 3238            | 9.0 Ecotorq Cargo | 8,974 л  | Р6 | 380 к.с. | 09.2004-наш час |
| Ford Cargo 2842, 2842T, 3542            | 10.3 Ecotorq      | 10,308 л | Р6 | 420 к.с. | 09.2012-наш час |
| Ford Cargo 1842T                        | 12.7 Ecotorq      | 12,740 л | Р6 | 420 к.с. | 2016-наш час    |
| Ford Cargo 1846T                        | 10.3 Ecotorq      | 10,308 л | Р6 | 460 к.с. | 09.2012-наш час |
| Ford Cargo 1848T                        | 12.7 Ecotorq      | 12,740 л | Р6 | 480 к.с. | 2016-наш час    |

### Південна Америка
У 2003 році дочірні підприємства Ford в Бразилії, Аргентині і Венесуелі почали виготовляти широку гаму вантажівок Ford Cargo (також відомі як Ford Trader) повною масою від 7 до 63 т, колісною формулою 4Х2, 6Х2 та 6х4 і дизельними двигунами потужністю від 120 до 420 к.с. Автомобілі пропонуються як шасі, самоскиди, бортові автомобілі й сідлові тягачі.
У 2012 році латиноамериканські Ford Cargo модернізували, змінивши зовнішній вигляд. Оновлені вантажівнки комплектуються перевіреними 4- і 6-циліндровими двигунами Cummins. А ось поєднуються вони з новими синхронізованими коробками передач Eaton — 6-ступінчастою серії FS і 13-ступінчастою серії FST. Всі моделі оснащуються більш надійним зчепленням і оновленою гальмівною системою.

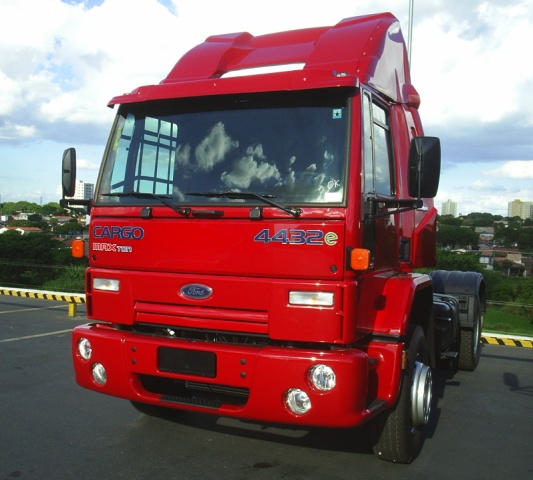
Ford Cargo 4432 (2003—2012)
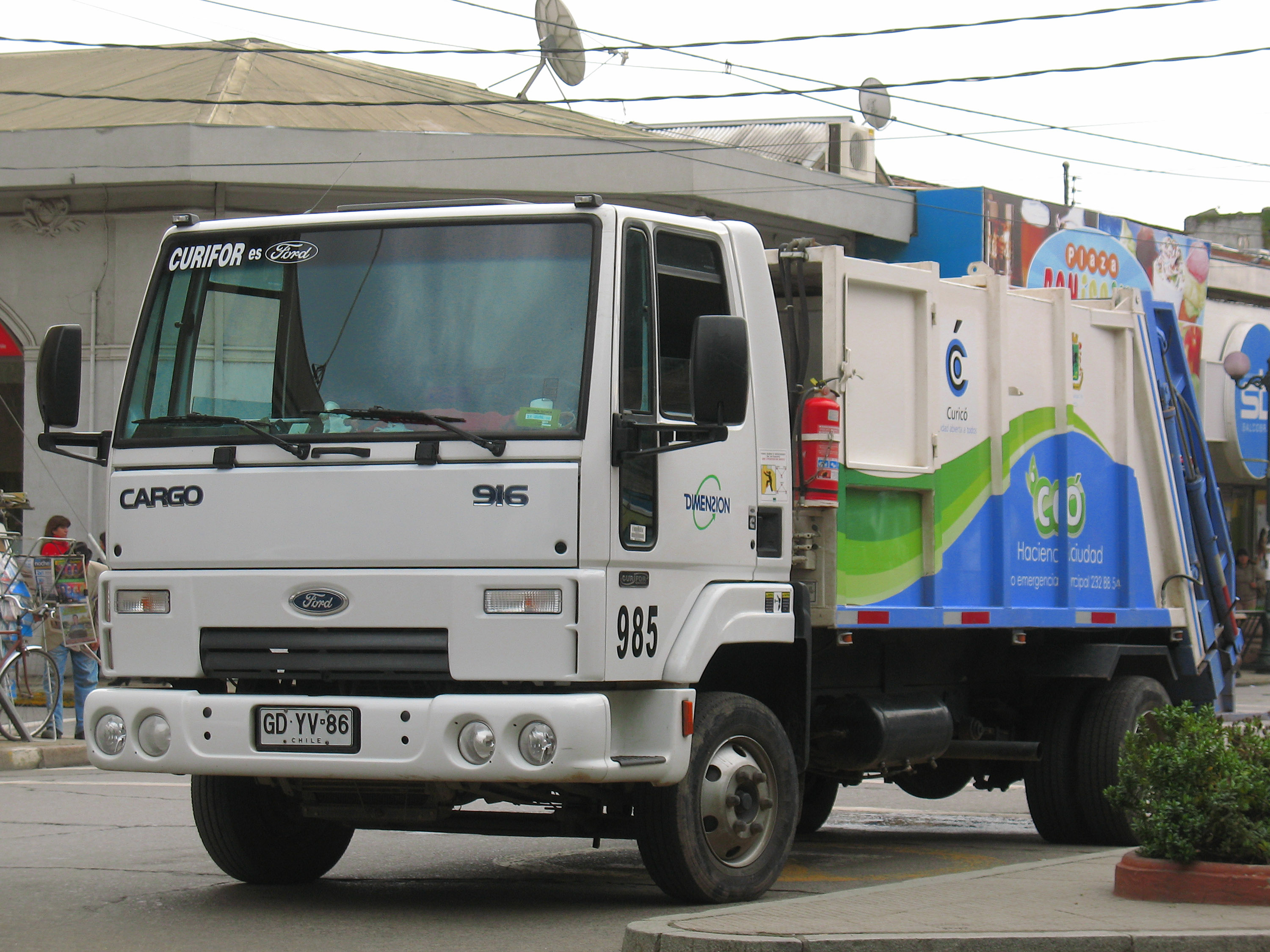
Ford Cargo 916 (2003—2012)
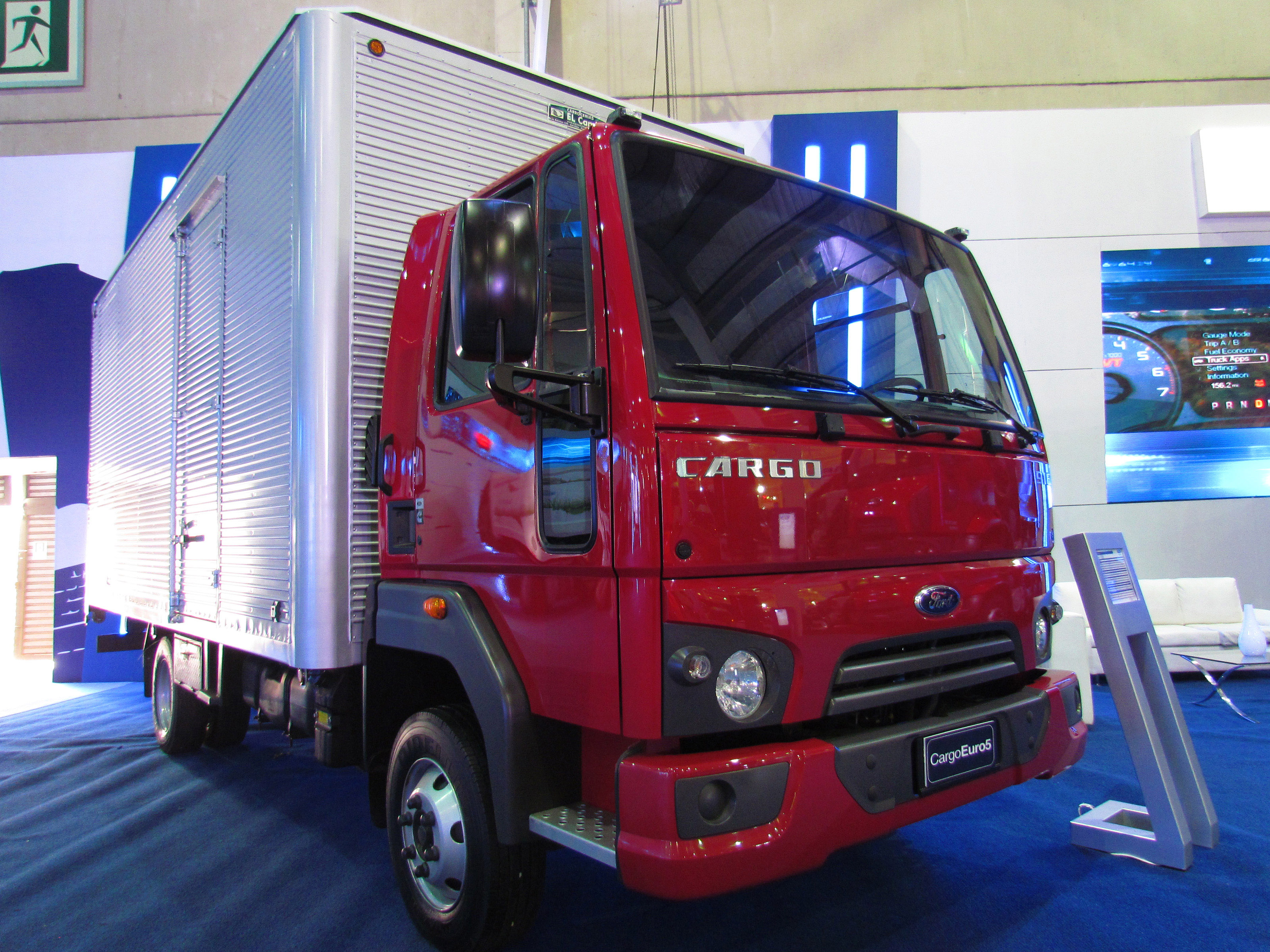
Ford Cargo 916 (з 2012)
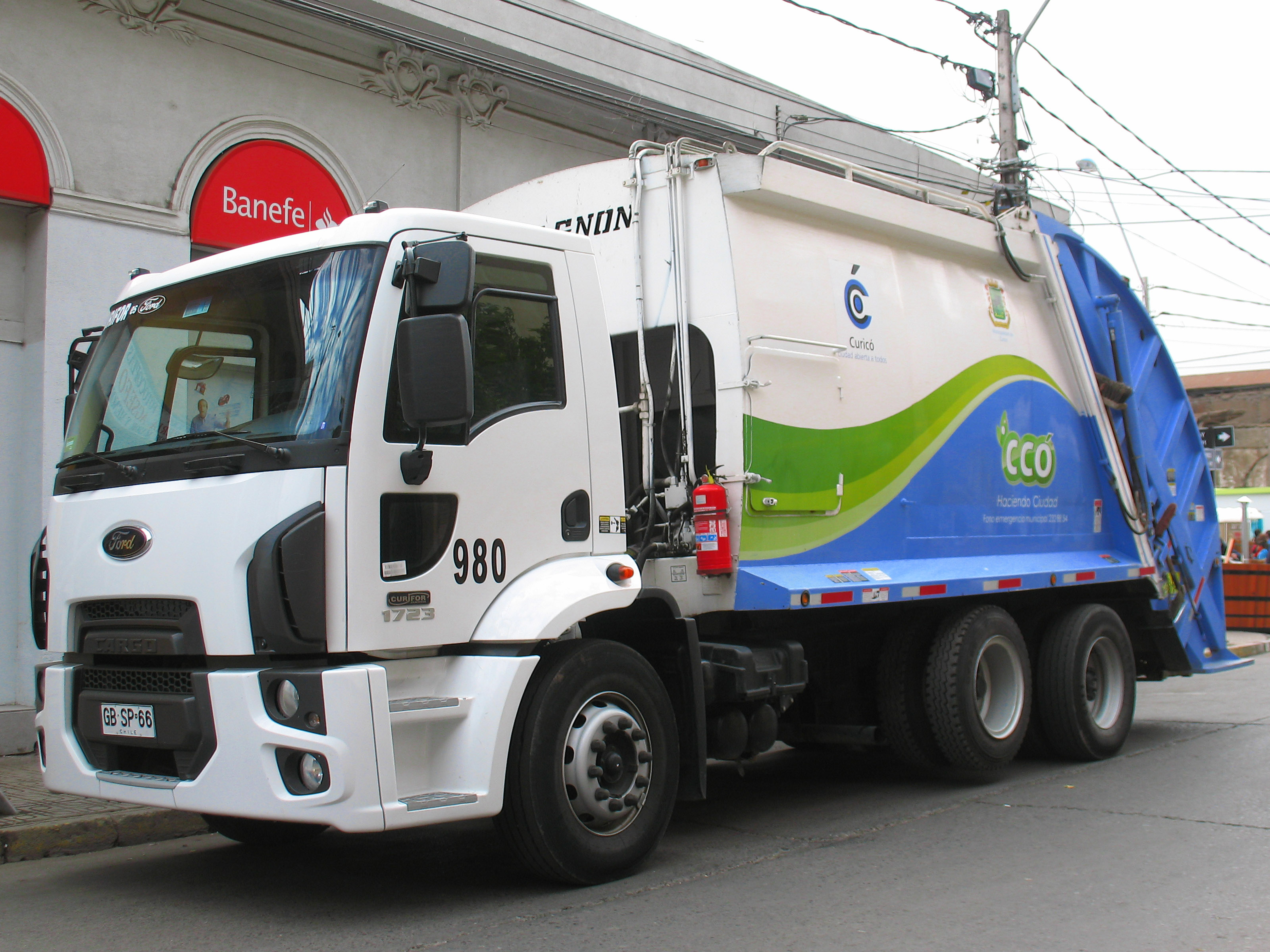
Ford Cargo 1723 (з 2012)
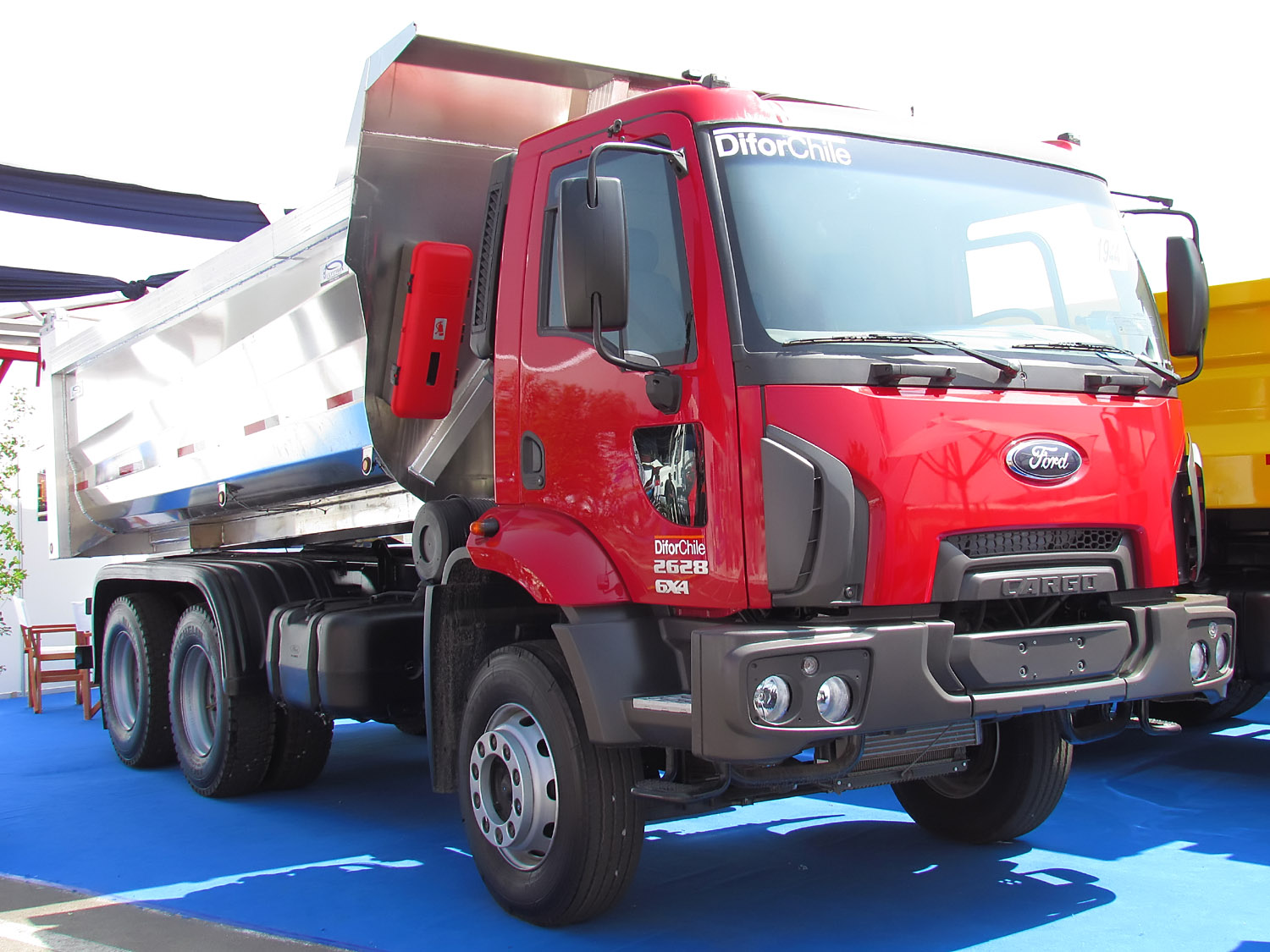
Ford Cargo 2628 6x4 (з 2012)

### Індія
У 1987 році індійська компанія Hinduja Group і Iveco створили спільне підприємство, в рамках якого на заводі Ashok Leyland почали виготовляти Ford Cargo під назвою Ecomet.
В Індії компанія Ashok Leyland виготовляє широку гаму вантажівокна основі Ford Cargo (в тому числі цивільні Ashok Leyland Ecomet і U-Truck та військові Stallion) повною масою від 8 до 49 т і дизельними двигунами потужністю від 120 до 260 к.с.

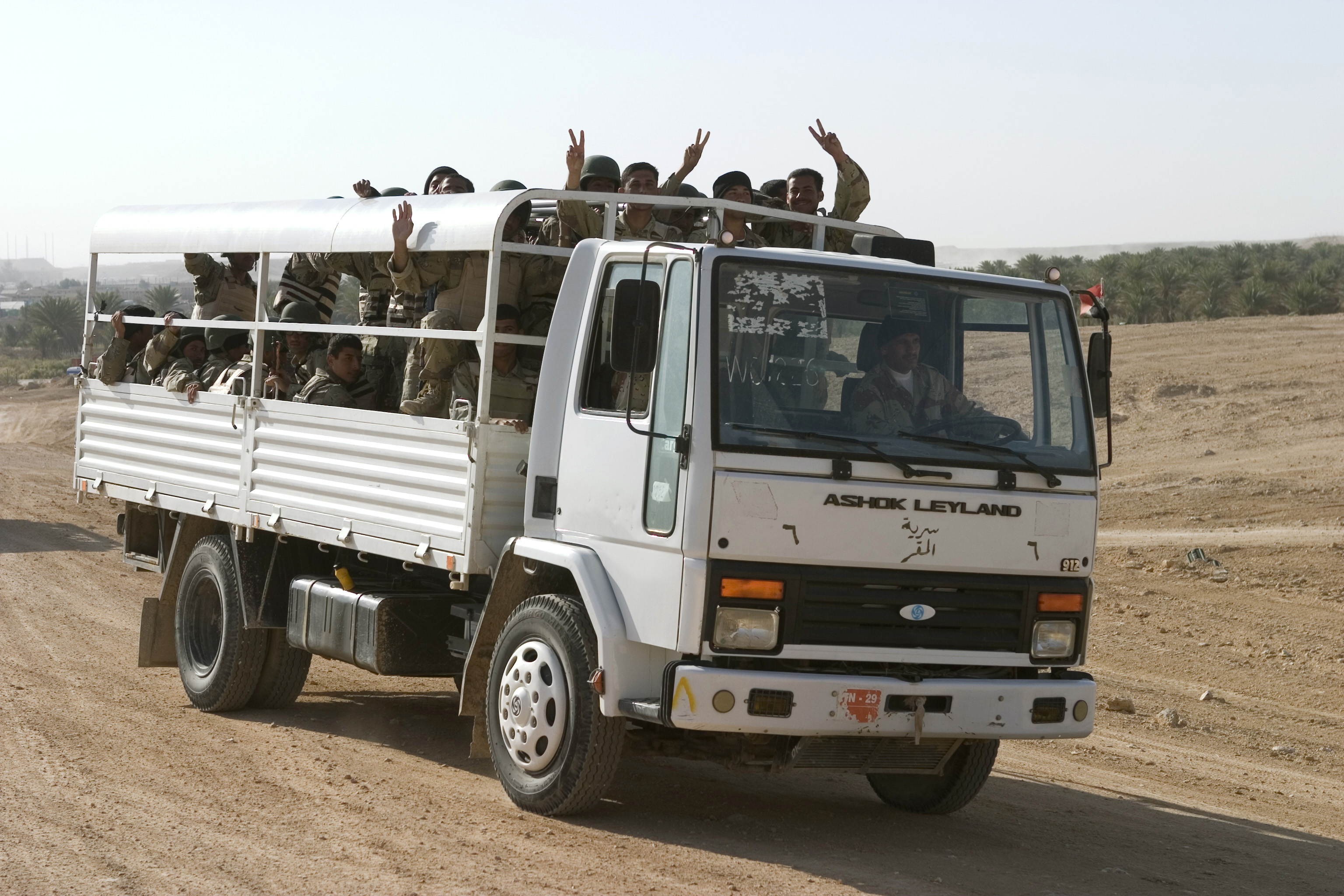
Ashok Leyland Ecomet 912
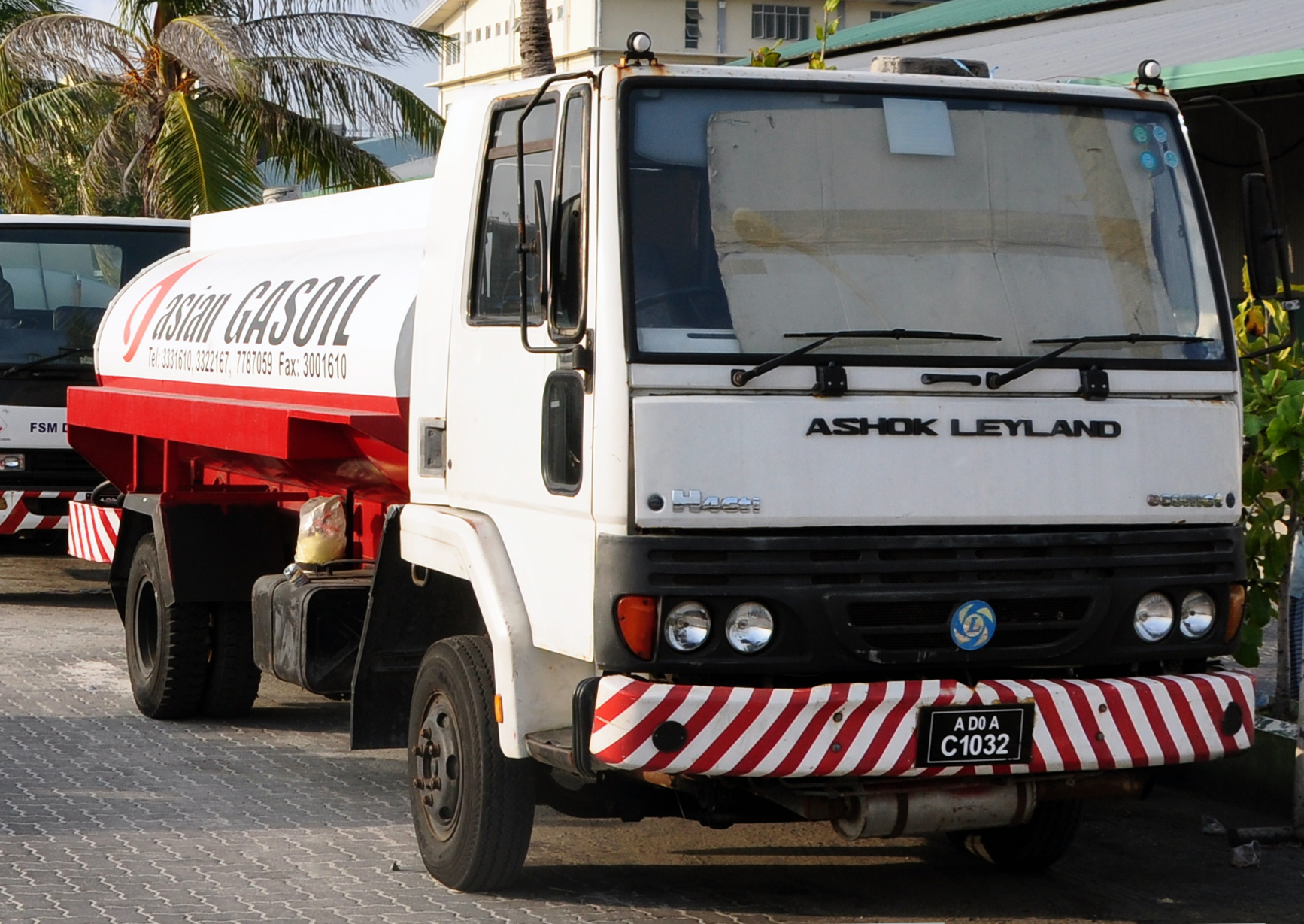
Ashok Leyland Ecomet 912
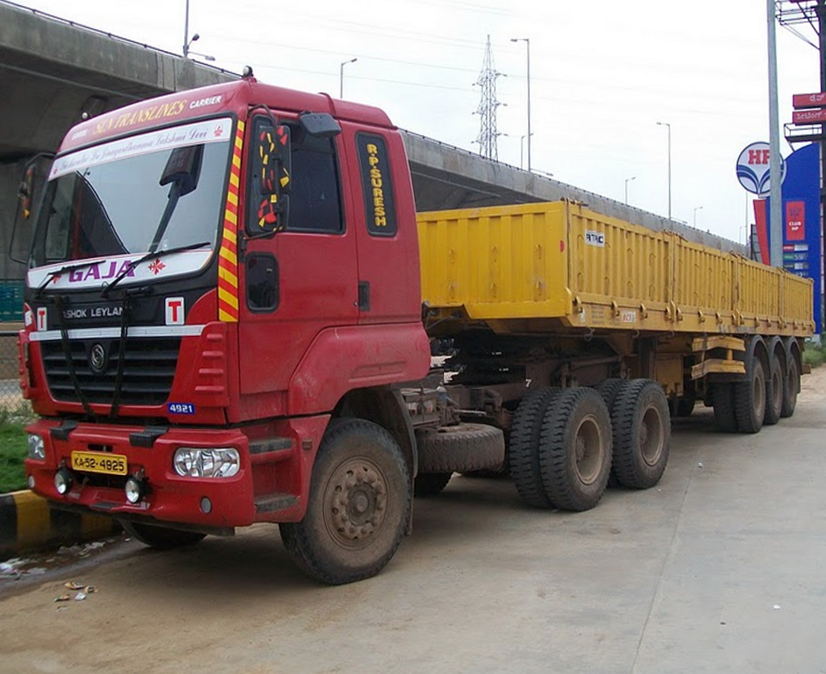
Ashok Leyland U-4921
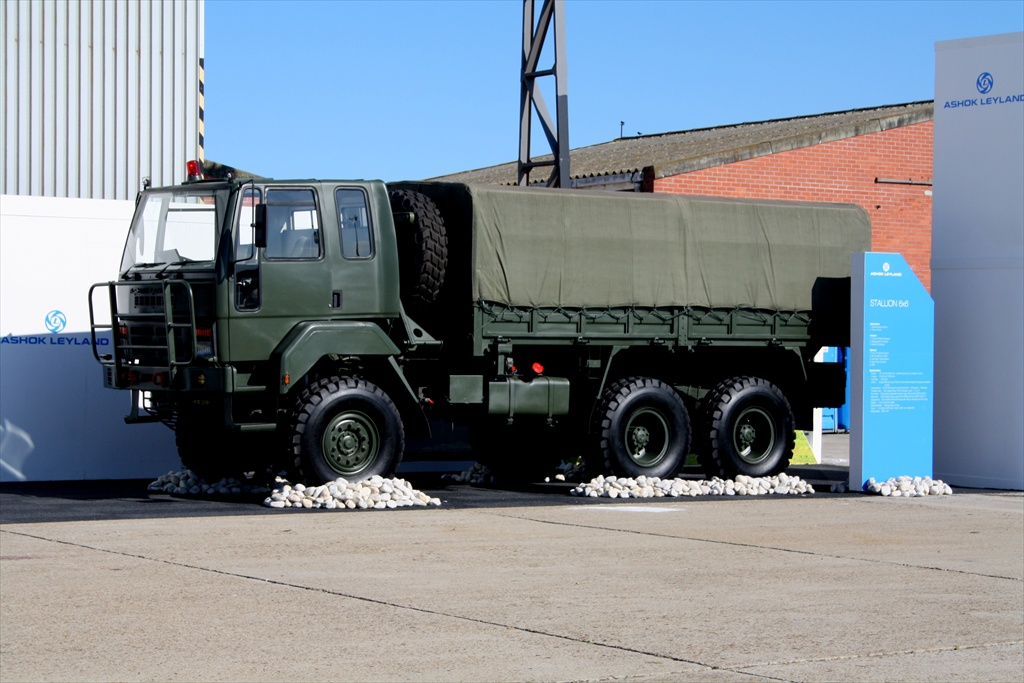
Ashok Leyland Stallion 6X6